# هوهنکیرشن
هوهنکیرشن (به آلمانی: Hohenkirchen) یک شهر در آلمان است که در نوردوست‌مکلنبورگ واقع شده‌است. هوهنکیرشن ۱٬۳۲۳ نفر جمعیت دارد.